# Альбойно делла Скала
Альбойно делла Скала (італ. Alboino della Scala; бл. 1284, Верона — 29 листопада 1311, Верона) — синьйор Верони у 1304—1311 роках.

## Життєпис

### Молоді роки
Походив з династії Скалігери. Другий син Альберто I, синьйора Верони, та Верде да Саліццоло. Народився близько 1284 року в Вероні. Замолоду не виявив особливого хисту до військових і державних справ. Тому його стали готувати до духовної кар'єри. 1289 року призначено каноніком Кафедрального собору Верони. На цій посаді залишався до 1295 року.
У 1298 році після укладання союзу з Міланом одружився з донькою Маттео Вісконті, синьйора Мілану. Під час весілля Альбойно було висвячено на лицаря.

### Володарювання
У 1304 році після раптової смерті брата Бартоломео I успадкував владу на Вероною. Більше уваги приділяв економічному розвитку Верони, аніж військовим завоюванням. завдяки вправності Альбойно скарбниця була наповнена, а рід Скалігерів став один з заможніших в Європі. 1306 року після смерті дружини оженився вдруге — на доньці да Корреджіо, синьора Парми.Завдяки перемовинами зумів встановити владу над Бергамо. Водночас домовився з Брешією, Кремоною, Пармою і Мантую (здобула незалежність від Верони) проти маркізата Феррари, проте військові дії не визначили певного переможця. 1308 року було укладено мирний договір, що підтвердив статус-кво. Слідом за цим розширено північні кордони до Каринтії.
У 1308 році втрутився у внутрішню боротьбу гвельфів та гібеллінів в Пармі та П'яченці. З цього моменту починається участь Альбойно у боротьбі гвельфів та гібеллінів в інших містах північної Італії.
У 1310 році до Італії прибув Генріх VII Люксембург, імператор Священної Римської імперії. була здійснена спроба помиритися Скалігері з родом Сан-Боніфачо, але марно. 1311 року Генріх VII оголосив Альбойно делла Скала імперським вікарієм Верони. Натомість делла Скала повинен був сплатити 3435 золотих флоринів. На дяку імператор допоміг веронському синьйору захопити Віченцу, яка перед тим відпала від Верони. Потім імперськими військами зайнято долину Баккільйоне та Брешію. Невдовзі після останнього походу Альбойно помер у 1311 році. Владу успадкував його брат Кангранде I.

## Родина
1 Дружина Катерина, донька Маттео I Вісконті
Діти:
- Верде (д/н-1340), дружина 1) Ріццардо III, синьйора Каміно; 2) Уголіно Гонзага
- омеліа (д/н)

2 Дружина — Беатріче, донька Гільєрмо III да Корреджіо, синьйора Парми
Діти:
- Мастіно (1308—1351)
- Альберто (1306—1352)
- Альбойна (д/н—1375), черниця

Діти від коханки:
- П'єтро, канонік Кафедрального собору Верони